# Weiskirchen
Weiskirchen és un municipi del districte de Merzig-Wadern a l'estat federat alemany de Saarland. Està situat al Hunsrück, aproximadament a 20 km al nord-est de Merzig.

## Nuclis
- Konfeld
- Rappweiler-Zwalbach
- Thailen
- Weierweiler
- Weiskirchen